# Ujazdy (Wesoła)
Ujazdy – przysiółek wsi Wesoła w Polsce, położony w województwie podkarpackim, w powiecie brzozowskim, w gminie Nozdrzec.
W latach 1975–1998 przysiółek administracyjnie należał do województwa krośnieńskiego.
W Ujazdach 5 marca 1945 został przypadkowo aresztowany przez NKWD Dragan Sotirović, zastępca dowódcy 14 pułku Ułanów Jazłowieckich Armii Krajowej.

## Szkoła podstawowa
Szkoła podstawowa została oddana do użytku została 3 września 1972 r., jako jedna z tzw. Tysiąclatek. Do szkoły uczęszczają dzieci z 4 wsi które należą do 3 gmin i 2 powiatów: z Ujazd i Rytej Górki (gmina Nozdrzec, powiat brzozowski), Wyrąb (gmina Dynów, powiat rzeszowski) oraz Nowej Wsi (gmina Błażowa, powiat rzeszowski). 20 września 2013 roku odbyło się przy szkole podstawowej uroczyste otwarcie czwartego na terenie Gminy Nozdrzec kompleksu boisk sportowych w ramach rządowego programu „Moje boisko – Orlik 2012”. W 2015 roku do użytku został oddany plac zabaw.

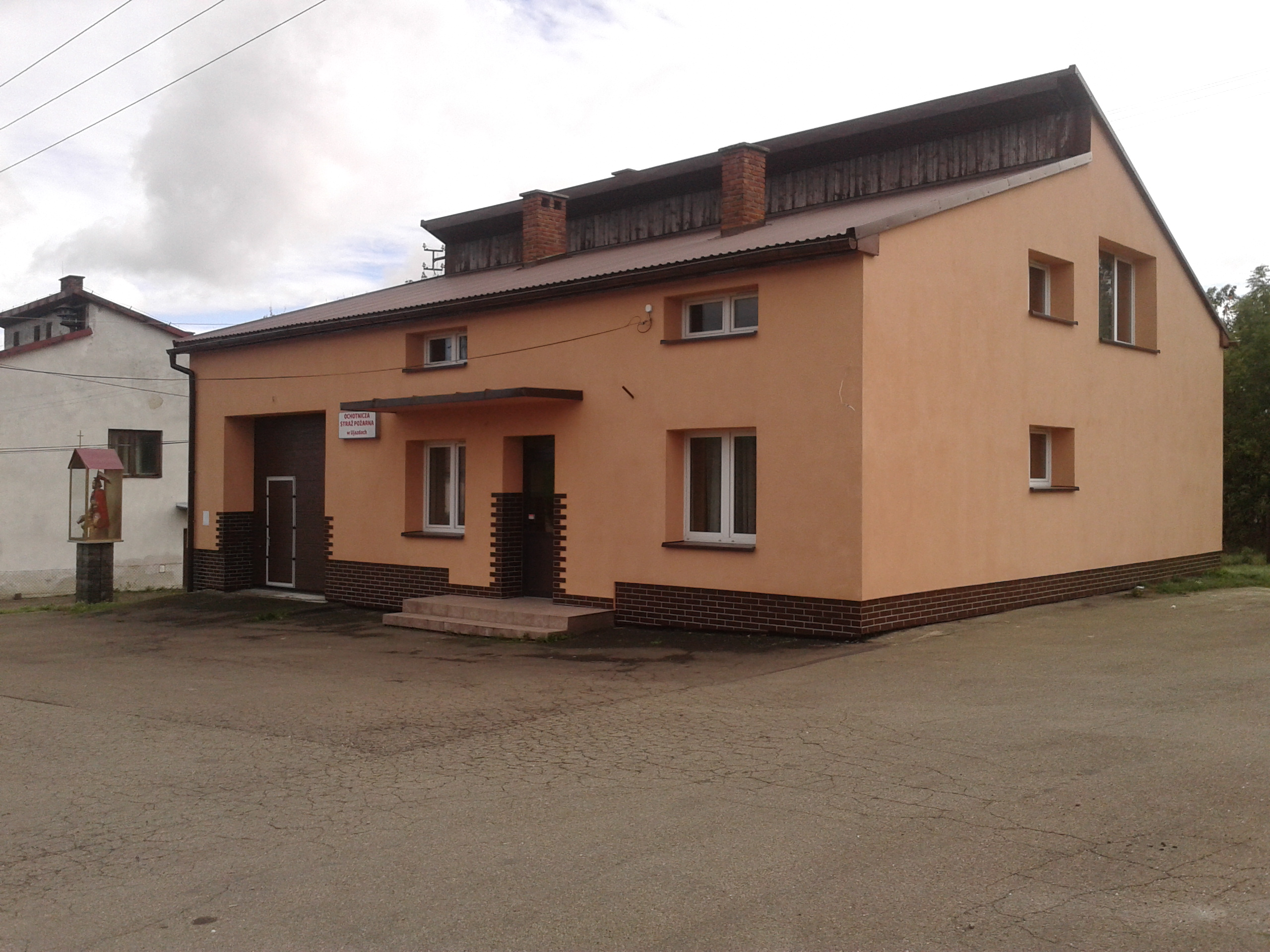
Remiza OSP Ujazdy

## Ochotnicza Straż Pożarna
Ochotnicza Straż Pożarna w Ujazdach powstała 20.12.1985 zrzeszając 35 druhów. Inicjatorem jej powstania był Julian Worek, który został pierwszym prezesem, a naczelnikiem Antoni Kopiec. Pierwsze wyposażenie bojowe stanowiły samochód „Żuk” (będący własnością prywatną), motopompa i mundury koszarowe przekazane przez Komendę Wojewódzką PSP w Krośnie.  W 1988  roku podjęto inicjatywę budowy strażnicy. Oddany do użytku w 1991 roku obiekt, był budowany w czynie społecznym przy wsparciu finansowym i rzeczowym samorządu gminy. Tego samego roku jednostka otrzymała z Państwowej Straży Pożarnej w Krośnie samochód gaśniczy GBA 2,5/16 STAR 244. Społeczeństwo Ujazd w dowód wdzięczności  za działalność strażaków w 1997 roku ufundowała dla jednostki sztandar. Obecnie, działająca na terenie gmin powiatów brzozowskiego, rzeszowskiego, jednostka liczy 30 druhów. 10 lipca 2016 roku OSP Ujazdy obchodziła jubileusz 30-lecia, podczas którego jednostka uhonorowana została brązowym medalem „Za Zasługi dla Pożarnictwa”.

## Parafia
W 1974 ks. abp Ignacy Tokarczuk roku erygował parafię w Ujazdach wydzielając ją z parafii Łubno, Kąkolówka, Wesoła i Błażowa. Przez kilka lat parafia korzystała z niewielkiej kaplicy pw. Ofiarowania Najświętszej Maryi Panny w domu ss. Prezentek, poświęconej w 1933 r. W 1982 roku rozpoczęto budowę nowego kościoła parafialnego, która trwała przez kolejne cztery lata. Zaprojektowany został on przez inż. A. Smoczyńskiego i inż. W. Jagiełłę. Świątynię poświęcił w 1986 r. ks. abp Ignacy Tokarczuk. Parafia pw. Matki Boskiej Królowej Nieba i Ziemi należy do dekanatu Błażowa. 

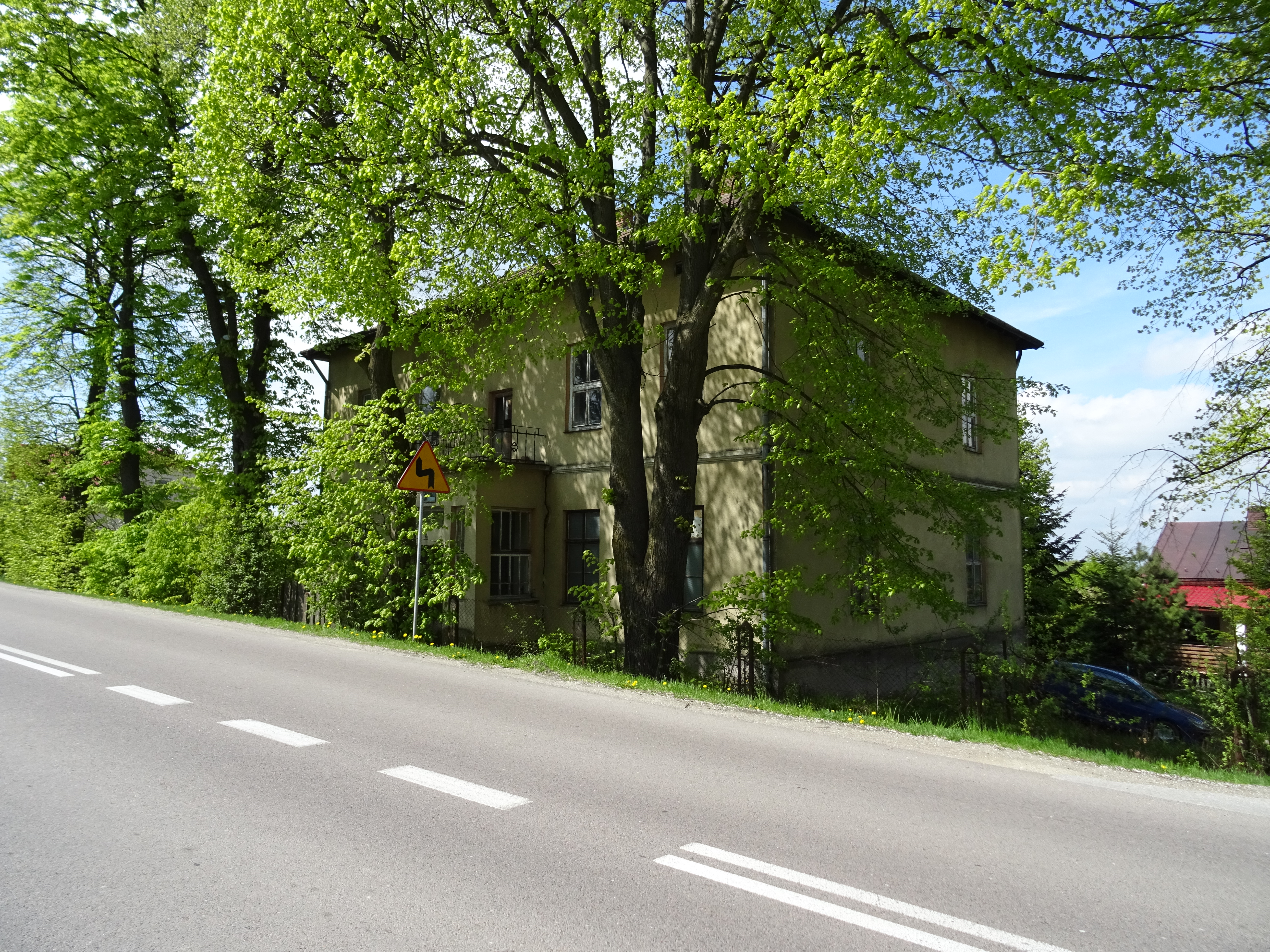
Ochronka

## Ochronka s. Prezentek
Obok skrzyżowania dróg w Ujazdach znajduje się ochronka sióstr Prezentek i stara kapelanówka. Ochronka została zbudowana w 1933 roku przez ks. proboszcza Siedleczkę z Wesołej, by mieszkańcy Ujazd nie musieli chodzić około 4 km do Weselskiego kościoła. Kaplica się rozwijała i była dobrodziejstwem dla okolicznych mieszkańców. Barierą był brak odpowiedniego mieszkania dla księdza. Kapelanię wybudowano w dolnym rogu posesji sióstr. Po wybudowaniu kapelanówki zamieszkał w niej ks. St. Szpunar w 1939, objąwszy obowiązki kapelana sióstr. W latach 1960. doprowadzono prąd do kaplicy i wybudowano stajnie oraz stodołę. 10 stycznia 1974 roku utworzono parafię w Ujazdach. Do 1984 roku wszystkie msze i sakramenty odprawiano w kaplicy dopóki nie wybudowano nowego kościoła. W 1991 roku siostry sprzedały ochronkę i opuściły Ujazdy. 